# Teishin Shudan
Los Teishin Shudan (挺進集団 Grupo de Intervención) fue una unidad de fuerzas especiales/paracaidistas japonesas durante la Segunda Guerra Mundial. La unidad tenía el tamaño de una división y era parte del Servicio Aéreo del Ejército Imperial Japonés (SAEIJ). Las unidades de Teishin eran, por lo tanto, distintas de las unidades paracaidistas de marina de las Fuerzas Navales Especiales Japonesas.

## Historia

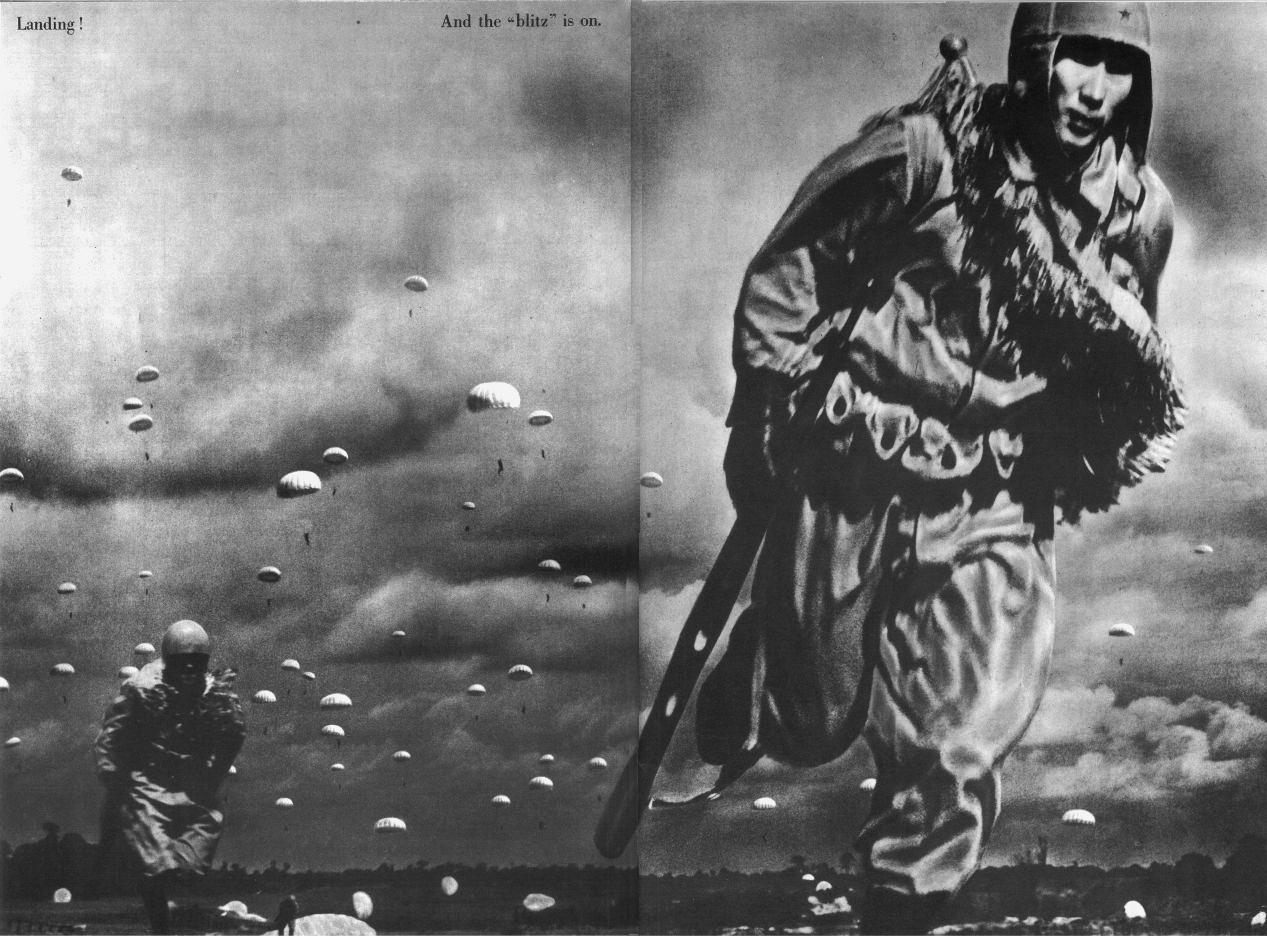
Paracaidistas Teishin Shudan aterrizando en Palembang, del 13 al 15 de febrero de 1942.

El Ejército Imperial Japonés desarrolló una fuerza aerotransportada de paracaidistas a finales de la década de 1930, pero el programa no recibió mucha atención por parte del Cuartel General Imperial hasta que se revisó el éxito de unidades de paracaidistas alemanas similares durante la Blitzkrieg de 1940.
Los paracaidistas del ejército se desplegaron por primera vez en combate en las Indias Orientales Neerlandesas durante la batalla de Palembang, en Sumatra el 14 de febrero de 1942. La operación fue bien planificada, con 425 hombres del 1er Teishin Sentai que tomaron el aeródromo de Palembang, mientras que los paracaidistas del 2.º Regimiento de Intervención Aerotransportado se apoderó de la ciudad y su importante refinería de petróleo. Sin embargo, después de que el 1.º Regimiento partiera de Japón a bordo del barco de transporte, el Meiko Maru con destino a Indochina, repentinamente se incendió en el Mar de la China Meridional y se hundió cerca de la isla de Hainan el 3 de enero de 1942. Todos los paracaidistas fueron rescatados por el crucero ligero Kashii, pero, se perdió todo el equipo y los hombres acabaron agotados, por lo tanto, no participaron, dejando la operación al 2.º Regimiento de Intervención Aerotransportado. Los paracaidistas del EIJ se desplegaron posteriormente en la campaña de Birmania sólo para acabar abortando la operación.
Después de este éxito, en julio de 1943, se formó la 1.ª Tropa de Planeadores Blindados, con cuatro tanques ligeros Tipo 95 Ha-Go. Esta unidad finalmente se amplió al tamaño de un batallón, con una compañía de tanques que usaba 14 tanques ligeros Tipo 2 Ke-To, una compañía de infantería y una compañía de transporte motorizada.
Las brigadas de paracaidistas se organizaron en Teishin Shudan como la primera unidad de asalto a nivel de división, en la principal base aérea de Japón, el aeródromo de Karasehara, Kyūshū, Japón. Fue formado por un Mayor General, y se organizó de la siguiente manera:
- Cuartel General de la compañía (220)
- Brigada de Aviación
- Brigada de Asalto
- Dos regimientos de infantería de planeador
- Compañía de Artillería de Asalto (120 efectivos)
- Compañía de Señales de Asalto (140)
- Compañía de Asalto de Ingenieros (250)

La unidad tenía un total estimado de 5575 efectivos
Sin embargo, al igual que con unidades aerotransportadas similares creadas por los Aliados y otras potencias del Eje, los paracaidistas japoneses sufrieron una tasa de bajas desproporcionadamente alta, y la pérdida de hombres que requerían un entrenamiento tan extenso y costoso limitó sus operaciones sólo a las más críticas. En su mayor parte, los Teishin Shudan se desplegaron como infantería ligera de élite.
Dos regimientos de los Teishin Shudan se fusionaron en el 1.º Grupo de Intervención, comandado por el general de división Rikichi Tsukada bajo el control del Grupo de Ejércitos Expedicionario del Sur, durante la Campaña de Filipinas. Aunque estructurado como una división, sus capacidades eran mucho menores, ya que sus seis regimientos tenían una fuerza equivalente a un batallón de infantería estándar, y carecía de cualquier tipo de artillería, por lo que tenía que depender de otras unidades para su apoyo táctico; sus efectivos ya no estaban entrenados en saltos en paracaídas, sino que dependían de los aviones para el transporte.
Unos 750 hombres de este grupo, principalmente de la 2.ª Brigada de Intervención, fueron asignados para atacar las bases aéreas estadounidenses en Luzón y Leyte la noche del 6 de diciembre de 1944. Fueron transportados en los Ki-57, pero la mayoría de los aviones fueron derribados. Unos 300 hombres lograron aterrizar en el área de Burauén en Leyte. La fuerza destruyó algunos aviones e infligió numerosas bajas antes de que fueran aniquilados.
El resto de los Teishin Shudan permanecieron en Filipinas hasta el final de la guerra.

## Equipamiento

### Uniforme
Los uniformes de los paracaidistas del Ejército Imperial Japonés durante la campaña de Palembang en las primeras etapas de la guerra fueron similares a los modelos M38 de los paracaidistas de la Luftwaffe. El casco de cuero acolchado fue reemplazado más tarde por uno de acero, aunque las fotografías sugieren que el casco alemán fue entregado a las tropas aerotransportadas japonesas. Las tropas llevaban equipo de infantería estándar con cargadores de munición adicionales. En las campañas de Filipinas más adelante en la guerra, los uniformes se cambiaron al uniforme de color caqui del ejército estándar con cinturones y arnés marrones, la estrella amarilla en la gorra y kepi, más botas y guantes de color marrón claro o marrón claro.
En ambos casos, los paracaidistas del Ejército Imperial Japonés llevaban insignias con un milano dorado, similar a las alas de piloto, así como un emblema redondo que mostraba un paracaídas abierto y una estrella.

### Armas
- Bayoneta Tipo 30
- Revólver Tipo 26
- Nambu Tipo 14
- Nambu Tipo 94
- Fusiles Arisaka
- Fusil TERA
- Subfusil Tipo 100
- Ametralladora ligera Tipo 96
- Ametralladora ligera Tipo 99
- Fusil antitanque Tipo 97
- Granada Tipo 97
- Lanzagranadas Tipo 89
- Mortero de Infantería Tipo 11 70 mm
- Mortero Tipo 99 81 mm
- Cañón de Infantería Tipo 11 37 mm

Algunas armas pesadas fueron lanzadas en contenedores especiales con paracaídas.
En las últimas etapas de la guerra, se planeó que las unidades de los Teishin estuvieran equipadas con algunas armas avanzadas, incluidas armas antitanque experimentales como el lanzacohetes antitanque Tipo 4 de 70 mm y el cañón sin retroceso Tipo 5 de 45 mm, pero esto nunca ocurrió.
El apoyo blindado debía ser proporcionado por el tanque ligero Tipo 95 Ha-Go entre otros. También se pretendía que las unidades de los Teishin usaran el Tanque Ligero Especial n.º 3 So-Ra o Ku-Ro o el Maeda Ku-6.